# Peniophora pilatiana
Peniophora pilatiana är en svampart som beskrevs av Pouzar & Svrcek 1953. Peniophora pilatiana ingår i släktet Peniophora och familjen Peniophoraceae.   Inga underarter finns listade i Catalogue of Life.